# Jan Liem
Jan Liem (* 1989 in Köln) ist ein deutscher Schauspieler.

## Leben
Jan Liem wurde unter dem bürgerlichen Namen Sun Jan Wonosutanto als Sohn indonesischer Eltern geboren und wuchs in seiner Geburtsstadt Köln auf. Seine Vorfahren waren einst aus China nach Indonesien eingewandert. Er besuchte das Schiller-Gymnasium Köln, wo er Mitglied im Kabarettensemble „Schillers Gallensteine“ war. 2007 stand er in der Produktion Ich knall Euch ab! erstmals auf einer Bühne. Nach seinem Abitur reiste er zunächst zwei Jahre durch verschiedene Länder Südostasiens.
Von 2010 bis 2012 besuchte er die Film Acting School Cologne, die er mit Auszeichnung abschloss. Außerdem belegte er verschiedene Filmworkshops (u. a. in den Vereinigten Staaten und in Portugal) und erhielt Gesangsunterricht. Sein Einstieg ins Film- und Fernsehgeschäft begann mit einer kleinen Rolle in der ZDF-Krimireihe Marie Brand (2013) und mit Auftritten in einigen Kurzfilmen. Um in der Anfangszeit finanziell „über die Runden zu kommen“, arbeitete er nebenbei als Verkäufer, Barkeeper und Model.
In der Katie Fforde-Filmreihe des ZDF spielte er in dem Film Bruderherz (2017) eine Nebenrolle als ehrgeiziger Assistent und Sekretär eines bekannten Fotografie-Professors an der Seite von Peter Sattmann, Anja Knauer und Lucas Reiber. Episodenrollen hatte er u. a. in den TV-Serien Ein Fall von Liebe (2014, als Produktionsmitarbeiter Huang an der Seite von Arndt Schwering-Sohnrey), Meuchelbeck (2015, als Bäckerei-Lehrling Hiru), Einstein (2017, als asiatischer Mafioso Tsao), Blaumacher (2017, als Yaros Bruder) und Club der roten Bänder (2017, als Polizist). In der 2. Staffel der ZDF-Serie SOKO Potsdam (2019) übernahm er eine der Episodenrollen als tatverdächtiger Student und Bruder einer jungen Frau aus Laos, die in Deutschland als Prostituierte arbeiten muss. In der ZDF-Neuverfilmung des Grimmschen Märchens Der Froschkönig unter dem Titel Das Märchen vom Frosch und der goldenen Kugel (2022) spielte Liem als Trickbetrüger, Dieb und falscher Prinz Gai eine der Hauptrollen.
Gelegentlich spielt Liem auch Theater. 2016 gastierte er in der Hauptrolle der Song Liling in einer Bühnenfassung von M. Butterfly bei den Burgfestspielen Mayen. 2018 gab er als chinesischstämmiger Banker Chao Ling im Stück Monsieur Claude und seine Töchter in der Komödie im Marquardt sein Debüt an den Stuttgarter Schauspielbühnen.
Zu seinen Hobbys gehören Fitness und verschiedene asiatische Kampfsportarten wie Wing Chun. Er ist Anhänger des 1. FC Köln und der deutschen Fußballnationalmannschaft der Männer. Jan Liem lebt in Köln.

## Filmografie (Auswahl)
- 2013: Marie Brand und die offene Rechnung (Fernsehreihe)
- 2014: Ein Fall von Liebe: Gefährliche Ente (Fernsehserie, eine Folge)
- 2015: Nacht auf Sonntag (Kurzfilm)
- 2015: Meuchelbeck: Hier und weg (Fernsehserie, eine Folge)
- 2017: Einstein: H2O (Fernsehserie, eine Folge)
- 2017: Probleme muss man haben (Kurzfilm)
- 2017: Blaumacher: Papageno (Fernsehserie, eine Folge)
- 2017: Katie Fforde: Bruderherz (Fernsehreihe)
- 2017: Club der roten Bänder: Die Rückkehr (Fernsehserie, eine Folge)
- 2018: Lifelines: Wie du mir, so ich dir (Fernsehserie, eine Folge)
- 2019: SOKO Potsdam: Robin Hoods (Fernsehserie, eine Folge)
- 2020–2021: Der Lehrer (Fernsehserie)
- 2022: Bettys Diagnose: Großer Bruder (Fernsehserie, eine Folge)
- 2022: Sugarlove (Fernsehfilm)
- 2022: Der Schiffsarzt (Fernsehserie, zwei Folgen)
- 2022: Das Märchen vom Frosch und der goldenen Kugel (Fernsehfilm)
- seit 2024: Rote Rosen (Fernsehserie, Staffel 23)
- 2024: Tatort: Ad Acta (Fernsehreihe)